# Grande Prêmio de Frankfurt de 2018
A 56.ª edição da clássica ciclista Grande Prémio de Frankfurt (oficialmente Eschborn-Frankfurt Rund um den Finanzplatz) foi uma corrida na Alemanha que se celebrou a 1 de maio de 2018 sobre um percurso de 212,5 quilómetros com início na cidade de Eschborn e final no município de Frankfurt am Main.
A corrida faz parte do UCI World Tour de 2018, sendo a vigésima competição do calendário de máxima categoria mundial.
A corrida foi ganhada pelo corredor norueguês Alexander Kristoff da equipa UAE Emirates, em segundo lugar Michael Matthews (Sunweb) e em terceiro lugar Oliver Naesen (AG2R La Mondiale).

## Percurso
A rota é um pouco diferente da edição anterior, com partida na cidade de Eschborn e chegada na cidade de Frankfurt am Main, a uma distância de 212,5 quilômetros, que inclui a passagem por 10 subidas e mais de 3500 metros de altitude acumulada, retornando a algumas das subidas históricas da corrida como a subida ao monte Ruppertshain com 1,3 km de extensão e 6,7% de pendente, onde os ciclistas têm que passar três vezes. Da mesma forma, o monte Billtalhöhe retorna após 7 anos de ausência, onde onde os ciclistas passam duas vezes, com 3,5 quilômetros de comprimento e pendente de 8,4%. Outras montanhas representativas também fazem parte da corrida como a subida para o Feldberg de 10,8 km de comprimento e 5% de pendente, e finalmente o Mammolshain com 1 km a 23% de pendente máxima, onde os ciclistas sobem quatro vezes , e que muitas vezes desempenha um papel decisivo na corrida.

## Equipas participantes
Tomaram parte na corrida 21 equipas: 10 de categoria UCI World Tour de 2018 convidados pela organização; 11 de categoria Profissional Continental. Formando assim um pelotão de 146 ciclistas dos que acabaram 71. As equipas participantes foram:
| Equipes WorldTeam (10)- AG2R La Mondiale - Bahrain-Merida - Bora-Hansgrohe - Lotto Soudal - Quick-Step Floors - Katusha-Alpecin - Team Sunweb - Trek-Segafredo - UAE Team Emirates - Dimension Data Equipes profissionais Continentais (11)- Cofidis, Solutions Crédits - Sport Vlaanderen-Baloise - Roompot-Nederlandse Loterij - Fortuneo-Samsic - Aqua Blue Sport - WB-Aqua Protect-Veranclassic - Nippo-Vini Fantini-Europa Ovini - Gazprom-RusVelo - Vérandas Willems-Crelan - Wanty-Groupe Gobert - CCC Sprandi Polkowice |
| |

## Classificações finais
- As classificações finalizaram da seguinte forma:[5]

### Classificação geral
| \| Classificação geral \| Classificação geral \| Classificação geral \| Classificação geral \| Classificação geral \| \| Ciclista \| Ciclista \| Equipe \| Tempo \| \| \| ------------------- \| -------------------- \| ------------------------------- \| ------------------- \| ------------------- \| \| 1. \| Alexander Kristoff \| UAE Team Emirates \| 5h13m25s \| \| \| 2. \| Michael Matthews \| Team Sunweb \| + 0s \| \| \| 3. \| Oliver Naesen \| AG2R La Mondiale \| + 0s \| \| \| 4. \| Andrea Pasqualon \| Wanty-Groupe Gobert \| + 1s \| \| \| 5. \| Sean De Bie \| Verandas Willems-Crelan \| + 1s \| \| \| 6. \| Grega Bole \| Bahrain-Merida \| + 1s \| \| \| 7. \| Sam Bennett \| Bora-Hansgrohe \| + 2s \| \| \| 8. \| Edvald Boasson Hagen \| Dimension Data \| + 2s \| \| \| 9. \| Jan Tratnik \| CCC Sprandi Polkowice \| + 2s \| \| \| 10. \| Juan José Lobato \| Nippo-Vini Fantini-Europa Ovini \| + 2s \| \| \| 11. \| Pieter Vanspeybrouck \| Wanty-Groupe Gobert \| + 2s \| \| \| 12. \| Luka Pibernik \| Bahrain-Merida \| + 3s \| \| \| 13. \| Julien Simon \| Cofidis, Solutions Crédits \| + 3s \| \| \| 14. \| Rémy Mertz \| Lotto-Soudal \| + 3s \| \| \| 15. \| Kenneth Vanbilsen \| Cofidis, Solutions Crédits \| + 3s \| \| |                      |                                 |          |
| |                      |                                 |          |
| Fonte: ProCyclingStats |                      |                                 |          |
| Classificação geral |                      |                                 |          |
| Ciclista | Ciclista             | Equipe                          | Tempo    |
| 1. | Alexander Kristoff   | UAE Team Emirates               | 5h13m25s |
| 2. | Michael Matthews     | Team Sunweb                     | + 0s     |
| 3. | Oliver Naesen        | AG2R La Mondiale                | + 0s     |
| 4. | Andrea Pasqualon     | Wanty-Groupe Gobert             | + 1s     |
| 5. | Sean De Bie          | Verandas Willems-Crelan         | + 1s     |
| 6. | Grega Bole           | Bahrain-Merida                  | + 1s     |
| 7. | Sam Bennett          | Bora-Hansgrohe                  | + 2s     |
| 8. | Edvald Boasson Hagen | Dimension Data                  | + 2s     |
| 9. | Jan Tratnik          | CCC Sprandi Polkowice           | + 2s     |
| 10. | Juan José Lobato     | Nippo-Vini Fantini-Europa Ovini | + 2s     |
| 11. | Pieter Vanspeybrouck | Wanty-Groupe Gobert             | + 2s     |
| 12. | Luka Pibernik        | Bahrain-Merida                  | + 3s     |
| 13. | Julien Simon         | Cofidis, Solutions Crédits      | + 3s     |
| 14. | Rémy Mertz           | Lotto-Soudal                    | + 3s     |
| 15. | Kenneth Vanbilsen    | Cofidis, Solutions Crédits      | + 3s     |

## UCI World Ranking
O Grande Prémio de Frankfurt outorga pontos para o UCI World Tour de 2018 e o UCI World Ranking, este último para corredores das equipas nas categorias UCI WorldTeam, Profissional Continental e Equipas Continentais. As seguintes tabelas mostram o barómetro de pontuação e os 10 corredores que obtiveram mais pontos:
| Posição   | 1.º | 2.º | 3.º | 4.º | 5.º | 6.º | 7.º | 8.º | 9.º | 10.º | 11.º | 12.º | 13.º | 14.º | 15.º-20.º | 21.º-30.º | 31.º-50.º | 51.º-55.º | 56.º-60.º |
| Pontuação | 300 | 250 | 215 | 175 | 120 | 115 | 95  | 75  | 60  | 50   | 40   | 35   | 30   | 25   | 20        | 12        | 5         | 2         | 1         |

| 1.º  | Alexander Kristoff     | UAE Emirates                    | 300 |
| 2.º  | Michael Matthews       | Sunweb                          | 250 |
| 3.º  | Oliver Naesen          | Ag2r La Mondiale                | 215 |
| 4.º  | Andrea Pasqualon       | Wanty-Groupe Gobert             | 175 |
| 5.º  | Sean De Bie            | Verandas Willems-Crelan         | 120 |
| 6.º  | Grega Bole             | Bahrain Merida                  | 115 |
| 7.º  | Sam Bennett (ciclista) | Bora-Hansgrohe                  | 95  |
| 8.º  | Edvald Boasson Hagen   | Dimension Data                  | 75  |
| 9.º  | Jan Tratnik            | CCC Sprandi Polkowice           | 60  |
| 10.º | Juanjo Lobato          | Nippo-Vini Fantini-Europa Ovini | 50  |